# エコール・ド・パリ
エコール・ド・パリ（フランス語: École de Paris,　英語・School of Paris）は、「パリ派」の意味で、20世紀前半、各地からパリのモンマルトルやモンパルナスに集まり、ボヘミアン的な生活をしていた画家たちを指す。厳密な定義ではないが、1920年代を中心にパリで活動し、出身国も画風もさまざまな画家たちの総称。

## 歴史
1928年、パリのある画廊で開催された「エコール・ド・パリ展」が語源だといわれる。印象派のようにグループ展を開いたり、キュビスムのようにある芸術理論を掲げて制作したわけではなく、「パリ派」とはいっても、一般に言う「流派」「画派」ではない。ピカソとマティスは、パリ派の双子のリーダーと形容された。
狭義のエコール・ド・パリは、パリのセーヌ川左岸のモンパルナス（詩人の山）につくられた共同アトリエ「ラ・リューシュ（蜂の巣）」に集った画家たちをさす。一方、セーヌ河右岸のモンマルトルには、ピカソが住んでいた「バトー・ラヴォワール（洗濯船）」があり、キュビスムの画家が多かった。狭義のエコール・ド・パリはキュビスムなどの理論に収まらない画家たちのことだが、広義のエコール・ド・パリは、キュビストも含めてこの時代のパリで活躍した外国人画家（異邦人的なフランス人画家も含む）すべてを指す。
外国人画家の中でも、モディリアーニ、シャガール、スーティン、パスキン、キスリングなど、国籍は違えどもユダヤ系の画家が多い点も指摘され、「エコール・ド・ジュイフ（ユダヤ人派）」と呼ばれることもある。また、それぞれの作風は個性的であったが、モディリアーニをはじめ、後の世代の画家たちへの影響は大きい。

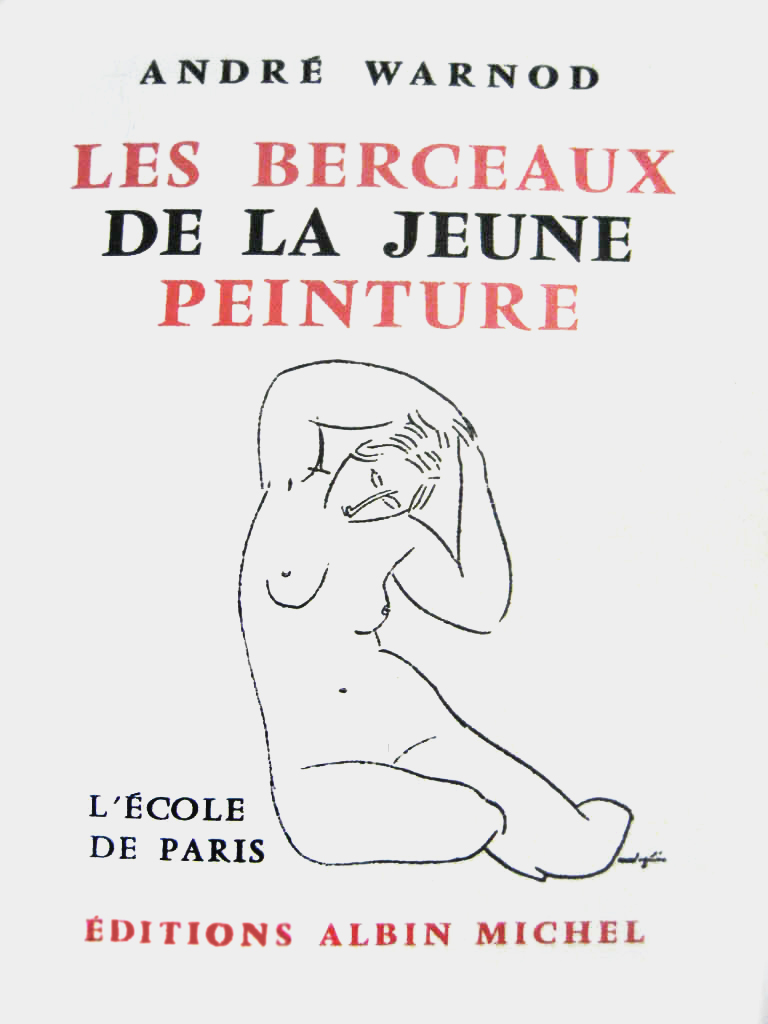
アンドレヴァルノ著『Les Berceaux de la jeune peinture』ドローイングはモジリアーニ

## 主たる作家（年齢順）
- キース・ヴァン・ドンゲン（1877 - 1968）オランダ
- マリー・ローランサン（1883-1956）フランス
- モーリス・ユトリロ（1883 - 1955）フランス[3]
- アメデオ・モディリアーニ（1884 - 1920）イタリア - ユダヤ人[3]。
- ジュール・パスキン（ジュル・パスキン）（1885 - 1930）ブルガリア - ユダヤ人。
- エルミーヌ・ダヴィッド（1886 - 1970）フランス - パスキンの妻。
- レオナール・フジタ（藤田嗣治）（1886 - 1968）日本[3]
- ディエゴ・リベラ（1886 - 1957）メキシコ - フリーダ・カーロの夫。パリに住み、エコール・ド・パリのメンバーと交流。ユダヤ人を祖先に持つと言われる。
- マルク・シャガール（1887 - 1985）ロシア（ベラルーシ） - ユダヤ人[3]。
- レオ・マイケルソン（1887 - 1978）ロシア（ラトビア）
- アレクサンダー・アーキペンコ（1887 - 1964）ウクライナ - キュビスムのピュトー・グループのメンバー。
- フアン・グリス（1887 - 1927）スペイン - キュビスムの画家。ピュトー・グループにも属するとされる。
- ジョゼフ・クサキー（英語版）（1888‐1971）ハンガリー - キュビスムの彫刻家。
- レオポルド・ズボロフスキー（英語版）（1889 - 1932）ポーランド - 詩人、画商。
- ペール・クローグ（1889 - 1965）ノルウェー
- ルーシー・クローグ（英語版）（リュシー・ヴィダル）フランス -  Cécile Marie ("Lucy") Vidil、クローグの妻。パスキンの恋人。
- オシップ・ザッキン（1890 - 1967）ロシア（ベラルーシ） - ユダヤ人。
- ピンクス・クレメーニュ（英語版）（1890-1981）ロシア（ベラルーシ） - スーティンの友人。パリに一緒に出てきた。ユダヤ人。
- モイズ・キスリング（1891 - 1953）ポーランド - 「モンパルナスの帝王」。ユダヤ人。
- 長谷川潔（1891 - 1980）日本 - 版画家。
- ジャック・リプシッツ（英語版）（1891‐1973）リトアニア - 彫刻家。ディエゴ・リベラの紹介で、エコール・ド・パリのメンバーと交流。ユダヤ人。
- ミシェル・キコイーヌ（1892-1968）ロシア（ベラルーシ） - Michel Kikoine、スーティンの友人。パリに一緒に出てきた。ユダヤ人。
- シャイム・スーティン（ハイム・スーチン）（1893 - 1943）ロシア（ベラルーシ） - ユダヤ人。
- ガブリエル・フルニエ(1893–1963)フランス - 画家。
- エマニュエル・マネ＝カッツ（英語版）(1894–1962)ウクライナ - ユダヤ人。
- ベラ・シャガール（英語版）（ベラ・ローゼンフェルド）(1895-1944）ロシア（ベラルーシ） - Bella Rosenfeld Chagall、シャガールの妻。
- 佐伯祐三（1898-1928）日本
- ジャンヌ・エビュテルヌ(1898-1920）フランス - モディリアーニの恋人。画学生。
- アイザック・フレンケル・フレネル (1899-1981), (イスラエル、フランス、ウクライナ) - 画家, ユダヤ人.
- 板倉鼎（1901 - 1929）日本 - 画家。
- アリス・プラン (1901 - 1953）フランス - モンパルナスのキキとして知られる歌手、画家。多くの画家のモデルをつとめた。
- 板倉須美子（1908 - 1934）日本 - 画家。板倉鼎の妻。

### 周辺の作家
- アンリ・ルソー（1844 - 1910）フランス - 素朴派の代表であるルソーの自由な作風は、エコール・ド・パリ的だとされる。しかし、活躍した時代が異なるので、通常はエコール・ド・パリには含まれない（ロートレックやゴーギャンと親しかったように、世代的にはポスト印象派の世代。ただし有名になったのはアポリネールやピカソと交流していた最晩年）。
- シュザンヌ・ヴァラドン（1865 - 1938）フランス - ユトリロの母。絵画モデル、画家。ロートレックの恋人。ドガの弟子。
- レオン・バクスト（1866 - 1924）ロシア - 画家。ユダヤ人。
- アンリ・マティス（1869 - 1954）フランス - フォーヴィスムの画家。
- ジョルジュ・ルオー（1871 - 1958）フランス - フォーヴィスムの画家。
- フランティセック・クプカ（1871 - 1957）チェコ
- ピエト・モンドリアン（1872 - 1944）オランダ
- アルベール・マルケ（1875 - 1947）フランス - フォーヴィスムの画家。主に風景画の分野に力を発揮し、マティスから「我々の世代の北斎」と呼ばれた。
- マックス・ジャコブ（1876 - 1944）フランス - 詩人、画家、評論家。キュビスムなどに影響を与えた。ユダヤ人。
- コンスタンティン・ブランクーシ（1876 - 1957）ルーマニア - 彫刻家。モディリアーニに影響を与えた。
- フリオ・ゴンサレス（1876 - 1942）スペイン
- モーリス・ド・ヴラマンク（1876-1958）フランス - フォーヴィスムの画家。佐伯祐三に影響を与えた。
- ラウル・デュフィ（1877-1953）フランス - フォーヴィスムの画家。
- アンリ＝ピエール・ロシェ（1879 - 1959）フランス - 画商。
- フランシス・ピカビア（1879 - 1953）フランス
- アンドレ・ドラン（1880-1954）フランス - フォーヴィスムの画家。
- ギヨーム・アポリネール（1880 - 1918）イタリア - 詩人・小説家・美術批評家。ローランサンの恋人として知られるほか、キュビスムなど美術の革新運動を支持した。
- アンドレ・サルモン（英語版）（1881 - 1969）フランス - 詩人。
- パブロ・ピカソ（1881 - 1973）スペイン - ほぼ同時期にパリで活躍した同世代の画家。ローランサンと親しく、エコール・ド・パリと交流もあったが、その後の業績が華々しいために、狭義のエコール・ド・パリには含まれない。
- フェルナン・レジェ（1881 - 1955）フランス - ピカソやブラックとともにキュビスムの画家として知られる。ピュトー・グループの一員。モンパルナスの共同住宅兼アトリエ「ラ・リューシュ」に住んでいたときに、そこに住んでいたマルク・シャガールらの画家と知り合った。
- ジョルジュ・ブラック（1882-1963）フランス - ピカソとともにキュビスムの創始者として知られる。ピュトー・グループに所属。
- ウンベルト・ボッチョーニ（1882 - 1916）イタリア
- ジーノ・セヴェリーニ（1883 - 1966）イタリア
- ジャン・メッツァンジェ（1883 - 1956）フランス
- アンドレ・ロート（1885-1962）フランス - ピカソやブラックと同じピュトー・グループに属したキュビスムの画家。教師として後の画家に影響を与えた。
- ロベール・ドローネー（1885-1941）フランス
- ソニア・ドローネー（1885-1979）ウクライナ - ユダヤ人。ロベールの妻。ソニアがウクライナ出身のユダヤ人であったため、ドローネー夫妻はシャガールを始めとして、エコール・ド・パリの画家たちとの交流が深かった。
- アンリ・ローランス（英語版）（1885-1954）フランス - 彫刻家。
- 川島理一郎（1886 - 1971）日本
- 田中保（1886 - 1941）日本
- ジャン・アルプ（1886-1966）フランス - 画家。
- ブレーズ・サンドラール（1887 - 1961）スイス - 詩人、小説家。パリでエコール・ド・パリのメンバーと交流。
- マルセル・デュシャン（1887 - 1968）フランス - ダダイスムの画家。
- ジョルジョ・デ・キリコ（1888 - 1978）イタリア - シュルレアリスムの画家。
- ゾフィー・トイバー＝アルプ（1889-1943）スイス - 画家、彫刻家。ジャン・アルプの妻。パリに来てジャンと出会う。
- ジャン・コクトー（1889 - 1963）フランス - 詩人、画家。ピカソと親しい。
- マン・レイ（1890 - 1976）アメリカ - 画家、写真家。モンパルナスのキキの恋人。
- マックス・エルンスト（1891 - 1976）ドイツ - 画家。
- ジョアン・ミロ（1893‐1983）スペイン - パリでシュルレアリスム運動に参加。
- ガラ・エリュアール（1894 - 1982）ロシア - ポール・エリュアール、サルバドール・ダリの妻。
- ポール・エリュアール（1895 - 1952）フランス - 詩人。
- 常玉（英語版）（1895 - 1966）中国 - 画家。
- 潘玉良（1895 - 1977）中国 - 画家。
- アンドレ・ブルトン（1896‐1966）フランス - シュルレアリスム宣言。
- レオニード・ベルマン（ベルマン兄弟兄)（英語版）（1896 - 1976）ロシア
- アレクサンダー・カルダー（1898 - 1976）アメリカ - パリでミロなど、前衛芸術家と交流。
- ルネ・マグリット（1898 - 1967）ベルギー - 画家。
- ウージェーヌ・ベルマン（ベルマン兄弟、弟）（1899 - 1972）ロシア
- 高野三三男（1900 - 1979）日本
- 荻須高徳（1901 - 1986）日本
- アルベルト・ジャコメッティ（1901 - 1966）スイス - 彫刻家。
- 高崎剛 (1902 - 1932）日本
- レイモン・ラディゲ（1903 - 1923）フランス - 小説家、詩人。
- サルバドール・ダリ（1904 - 1989）スペイン - シュルレアリスムの画家。
- 海老原喜之助 (1904～1970）日本
- アレクシス・アラポフ（英語版）（1905 - 1948）ロシア
- ダヴィド・ペレツ（1906 - 1982）ブルガリア - アンドレ・ロートの弟子。

## 関連作品
映画
- 『モンパルナスの灯』1958年 ジャック・ベッケル監督。ジェラール・フィリップがモディリアーニを演じたフランス映画。
- 『モディリアーニ 真実の愛』2004年　ミック・デイヴィス（英語版）監督のフランス＝イギリス＝イタリア合作映画。アンディ・ガルシアがモディリアーニを演じた伝記映画。
- 『FOUJITA』2015年 小栗康平監督。オダギリジョーが藤田嗣治を演じた、日本・フランス合作映画

OVA
- 『サクラ大戦 エコール・ド・巴里』2003年　セガのテレビゲーム作品『サクラ大戦3 〜巴里は燃えているか〜』のゲーム内で描かれなかったエピソードをアニメ化した全3巻のOVA作品。

ドキュメンタリー映像作品
- 『NHKスペシャル・パリ 狂騒の1920年代』2013年 NHK

小説
- 『エコール・ド・パリ殺人事件』2008年　講談社　深水黎一郎のミステリー小説　作中作という形で、エコール・ド・パリに関する美術論が展開され、それが事件の真相と深く結びつく。

ノンフィクション、エッセイ
- 『モンパルナスのエコール・ド・パリ』ジャン=ポール・クレスペル，2013，八坂書房
- 『モンパルナス讃歌―1905-1930 エコル・ド・パリの群像』J.P.クレスペル，1977，美術公論社
- 『エコール・ド・パリの日本人野郎―松尾邦之助交遊録』玉川信明，2005，社会評論社
- 『腕一本・巴里の横顔』藤田嗣治・近藤史人，2005，講談社
- 『エコール・ド・パリ』全三巻,福島繁太郎,1948-1951